# RAF Scampton
RAF Scampton (engelska: Royal Air Force Scampton) är en flygbas i Storbritannien.   Den ligger i grevskapet Lincolnshire och riksdelen England, i den sydöstra delen av landet, 200 km norr om huvudstaden London. RAF Scampton ligger 62 meter över havet.
Terrängen runt RAF Scampton är huvudsakligen platt. RAF Scampton ligger uppe på en höjd. Runt RAF Scampton är det mycket tätbefolkat, med 2 261 invånare per kvadratkilometer. Närmaste större samhälle är Lincoln, 9,0 km söder om RAF Scampton. Trakten runt RAF Scampton består till största delen av jordbruksmark.